# Mare Moscoviense

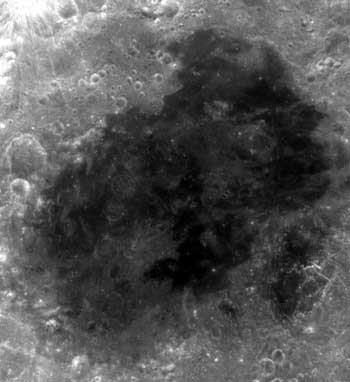
Mare Moscoviense.

Mare Moscoviense (česky Moře moskevské nebo Moskevské moře) je měsíční moře rozkládající se severoseverovýchodně od rozlehlého kráteru Mendělejev na odvrácené straně Měsíce a tudíž není pozorovatelné přímo ze Země. Jeho střední selenografické souřadnice jsou 27,3° S a 148,1° V a průměr je cca 276 km. Uvnitř moře leží kráter Titov, kráter Komarov se dotýká jihovýchodního okraje moře a kráter Těreškovová je situován na západ od Mare Moscoviense při jeho okraji.

## Pojmenování
Oblast byla pojmenována Mare Moscovrae podle ruského hlavního města Moskvy poté, co se z mise vrátila sovětská sonda Luna 3, která jako první získala fotografie odvrácené strany Měsíce. Mezinárodní astronomická unie jej přejmenovala na Mare Moscoviense.